# Antusa
Antusa  è un nome proprio di persona italiano femminile.

## Varianti in altre lingue
- Greco antico: Ἀνθοῦσα (Anthousa)[2]
- Latino: Anthusa[1]
- Polacco: Antuza
- Russo: Анфиса (Anfisa)[2]

## Origine e diffusione
Continua il nome greco Ἀνθοῦσα (Anthousa), basato su ἄνθος (anthos), "fiore", "bocciolo"; dallo stesso termine sono derivati i nomi Antimo, Antea e Crisante.

## Onomastico
L'onomastico può essere festeggiato il 18 aprile, in memoria di sant'Antusa di Costantinopoli, nobildonna bizantina e religiosa, oppure il 27 luglio in onore di sant'Antusa dell'Onoriade, vergine e fondatrice.

## Persone
- Antusa di Costantinopoli, nobile, religiosa e santa bizantina

### Variante Anfisa
- Anfisa Počkalova, schermitrice ucraina
- Anfisa Rezcova, biatleta e fondista russa